# Je fais de toi mon essentiel
Je fais de toi mon essentiel – singel Emmanuela Moire, pochodzący z musicalu Le Roi Soleil i promujący album o tym samym tytule. Singel został wydany 26 kwietnia 2005 nakładem Warner Music. Utwór jest przedostatnią kompozycją, zamykającą akt I musicalu. Singel uzyskał status złotej płyty.
Singel notowany był na 7. miejscu walońskiego zestawienia sprzedaży Ultratop 40 Singles w Belgii, 3. pozycji na tworzonej przez Syndicat national de l’édition phonographique liście Top Singles & Titres we Francji, a także 26. pozycji w zestawieniu Singles Top 100 w Szwajcarii.
Do singla nakręcono teledysk. Istnieje także druga wersja utworu, wykonywana przez wszystkich aktorów występujących w musicalu.

## Lista utworów
- Singel CD[7]

1. „Tant qu’on rêve encore” (a cappella, La troupe du Roi Soleil) – 0:18
2. „Je fais de toi mon essentiel” – 3:37
3. „Entre ciel et terre” (Merwan Rim oraz Victoria Petrosillo) – 3:58

- Promo, digital download[1]

1. „Je fais de toi mon essentiel” – 3:19

## Pozycja na liście sprzedaży
| Kraj       | Notowanie (2005)     | Najwyższa pozycja | Certyfikat  |
| ---------- | -------------------- | ----------------- | ----------- |
| Francja    | Top Singles & Titres | 3                 | złota płyta |
| Belgia     | Ultratop 40 Singles  | 7                 |             |
| Szwajcaria | Singles Top 100      | 26                |             |